# 벤텐다이바

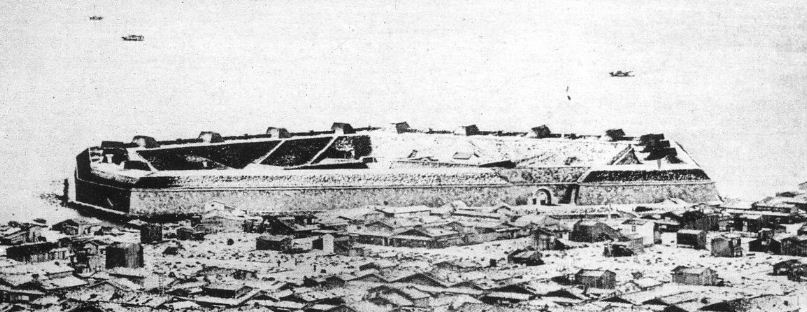
벤텐 다이바

벤텐다이바(일본어: 弁天台場)는 에도 시대 말기 홋카이도 하코다테시에 축조된 다이바이다. 벤텐 곶 다이바(弁天岬台場), 벤텐 포대(弁天砲台)라고도 불렸다. 설계는 고료카쿠의 설계를 담당했던 다케다 아야사부로가 하였다.

## 개요
둘레 약 710m의 부등변 육각형인 모습으로 위에서 보면 일본 장기의 말처럼 생겼다. 총면적은 약 38만3천 평방미터, 높이 약 11.2m의 석벽을 둘렀다. 남동쪽에 아치형 입구를 두었다. 15개의 포안이 있으며 대포 중에는 러시아 해군에서 사용했던 포도 있었다고 한다. 토석은 주로 하코다테 산에서 가지고 왔으며, 다이바 입구 등 주요부분은 오사카에서 가지고 온 화강암을 사용하였다. 처음 공사의 관리감독은 마쓰카와 벤노스케가 하였고, 다음해부터 이노우에 기사부로가 하였다.

## 역사
에도 막부가 외국 함선을 경계하여 1856년 예산 10만량을 들여 하코다테 만에 다이바를 축조하여 1863년 완성하였다.
그러나, 실제 사용된 것은 1868년에 일어난 내전 하코다테 전쟁에서였다. 하코다테 전쟁 막바지인 하코다테 해전에서 신센구미를 중심으로 구 막부군은 1869년 6월 20일 벤텐 다이바에서 농성하였다. 하지만, 신정부군의 공격을 받고 1869년 6월 24일 벤텐 다이바에 있던 구 막부군은 항복하였다.
1897년 항만 개량공사를 위해 헐었다. 현재 벤텐 다이바가 있던 자리는 하코다테 돗쿠 주식회사의 본사가 있으며, 입구 앞에는 나무로 된 비가 세워져 있다. 덧붙여 벤텐 다이바의 석재는 하코다테 어항의 호안으로 사용되었다.

## 관광
교통
- 하코다테 시전 하코다테 돗쿠 앞 역에서 하차, 도보로 5분소요.

주변 문화시설 및 관광명소
- 고료카쿠 공원
- 미하라시 공원
- 하코다테 산
- 야치가시라 온천

## 같이 보기
- 보신 전쟁
  - 하코다테 전쟁

## 참고 자료
- 하코다테 시사 편찬위원회 하코다테 시사 자료집 제37집 1960년